# Poa stenantha
Poa stenantha là một loài cỏ trong họ hòa thảo, thuộc chi poa.